# ISO 3166-2:SY
ISO 3166-2:SY est l'entrée pour la Syrie dans l'ISO 3166-2, qui fait partie du standard ISO 3166, publié par l'Organisation internationale de normalisation (ISO), et qui définit des codes pour les noms des principales administration territoriales (e.g. provinces ou États fédérés) pour tous les pays ayant un code ISO 3166-1.

## Gouvernorat (14)
Les noms des subdivisions sont listés selon l'usage de la norme ISO 3166-2, publiée par l'agence de maintenance de l'ISO 3166.
```
SY-HA
 
Al Ḩasakah

SY-LA
 
Al Lādhiqīyah

SY-QU
 
Al Qunayţirah

SY-RA
 
Ar Raqqah

SY-SU
 
As Suwaydā'

SY-DR
 
Dar'ā

SY-DY
 
Dayr az Zawr

SY-DI
 
Dimashq

SY-HL
 
Ḩalab

SY-HM
 
Ḩamāh

SY-HI
 
Ḩimş

SY-ID
 
Idlib

SY-RD
 
Rīf Dimashq

SY-TA
 
Ţarţūs
```

Historique des changements
- 13 décembre 2011 : Ajout du terme générique administratif local, mise en conformité de l'ISO 3166-2 avec les langues officielles et mise à jour de la liste source.